# Svijažsk
Svijážsk  (in russo Свия́жск?; in tataro Зөя, Zöya) è una località della Russia che si trova nella Repubblica autonoma del Tatarstan

## Geografia fisica
La città sorge su una ex isola, al centro della foce del fiume Svijaga, che sfocia nel Volga.
Fino al 1955 era un'isola ma poi fu costruita una strada anche grazie al bacino di Samara, un lago artificiale.

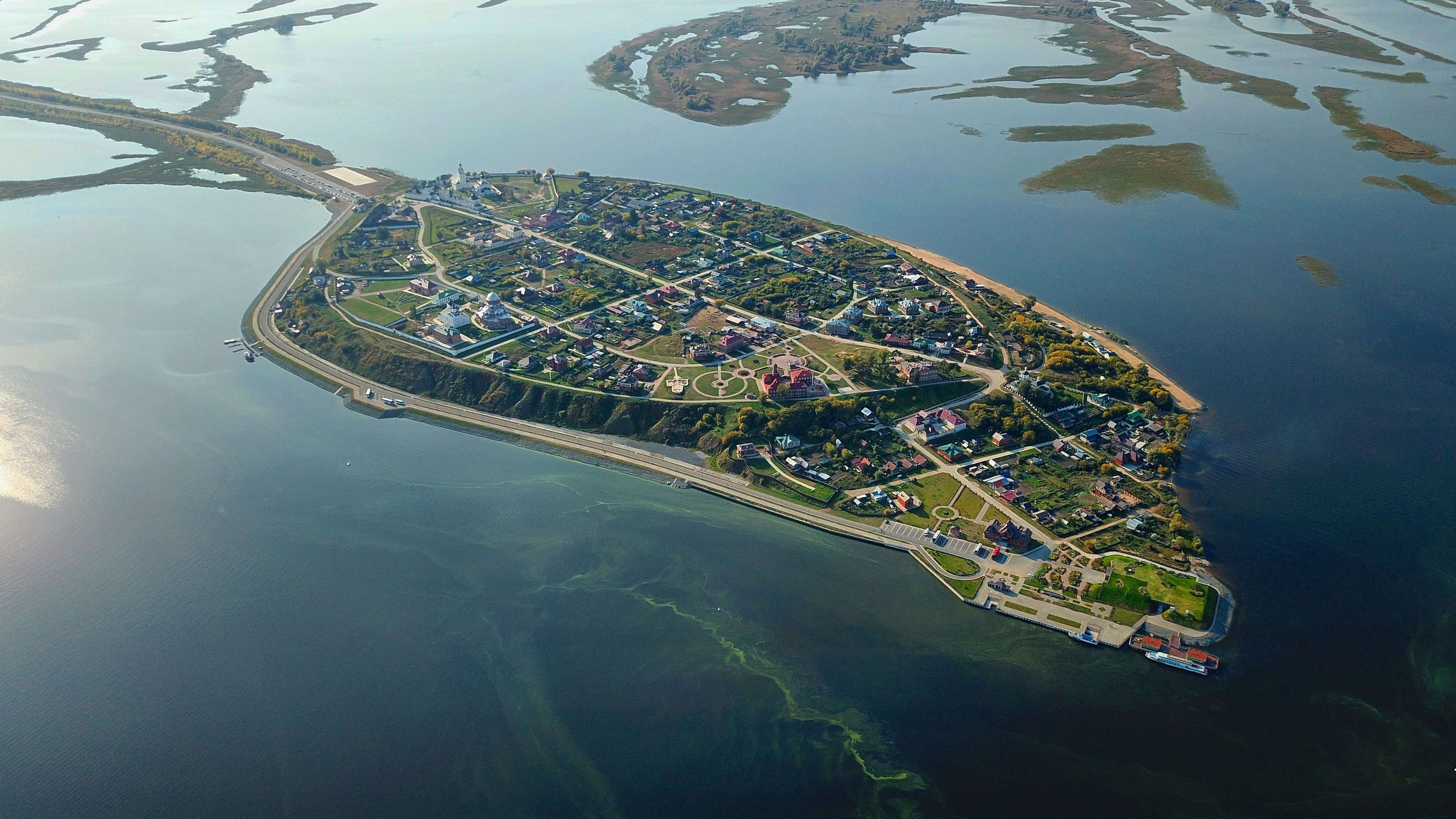
Visuale aerea della cittadina

## Storia
Svijažsk fu fondata dai russi nel 1551 come una fortezza, fu costruita in 4 settimane, con materiali provenienti da Uglič, trasportati sul Volga.
Venne usata l'anno dopo come base dell'esercito per l'Assedio di Kazan', da cui dista 30 chilometri in linea aerea.
Fino al 1920 era un uezd, poi per 7 anni divenne il capoluogo del cantone omonimo e per i 4 successivi il centro amministrativo. Nel 1932 però, fu declassificata e da lì non è più cambiata.

## Monastero dell'assunzione di Svijažsk
Nel 1555, quando la Diocesi di Kazan' fu stabilita, il monastero divenne per il successivo secolo e mezzo il principale centro educativo di Ivan il Terribile per colonizzare la regione del Volga.
Divenne anche una delle prime strutture a ospitare un torchio tipografico, dopo Mosca che ne aveva una da 2 anni.
Il 9 luglio 2017 la commissione dell'UNESCO ha accettato la candidatura del sito come patrimonio mondiale dell'umanità.

## Cultura
Oltre al ben più noto monastero ne esiste un altro dedicato a Macario di Unža, un santo russo vissuto tra il quattordicesimo e il quindicesimo secolo.

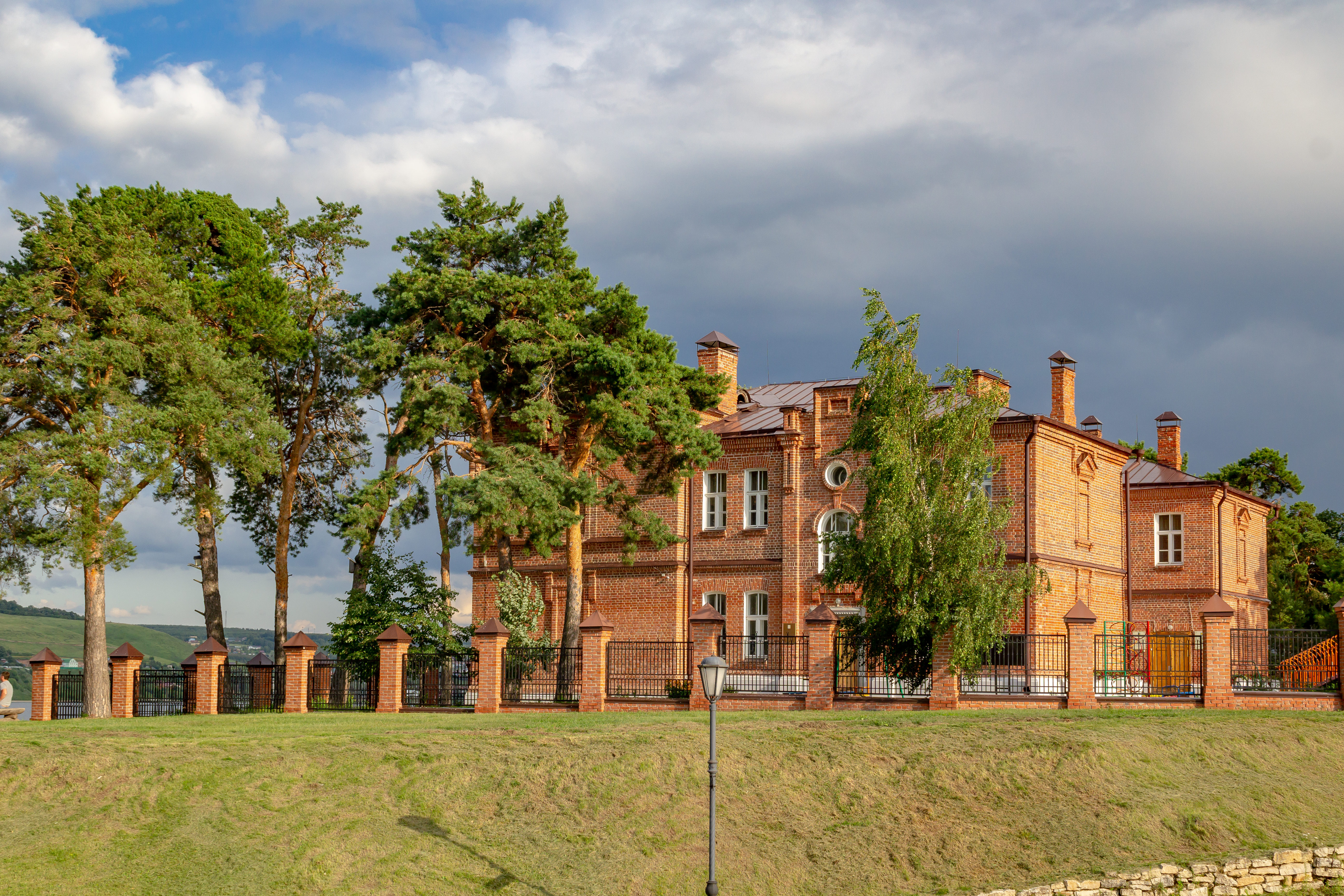
La scuola cittadina

Nella città c'è anche una scuola.

## Infrastrutture e trasporti

### Strada
La città è facilmente raggiungibile via terra, con una strada lunga 8 chilometri che la collega con il vicino villaggio di Mizinovo e la strada che porta a Zelenodol'sk, che a sua volta è a soli 3,5 chilometri dall'autostrada M7.
La strada è asfaltata, ed è dotata di molti parcheggi, che sono ubicati nel tratto di strada che è un lembo che ha i parcheggi sulla destra. Qualora questi non dovessero bastare, ce ne stanno altri all'inizio della strada.

### Treno
Pochi chilometri più a nord di Mizinovo sorge la cittadina di Protopopovka, che è dotata di una stazione ferroviaria.

### Nave
Solo d'estate si può arrivare anche via nave, dal porto di Kazan', le navi lasciano il porto fluviale di Kazan alle 7:45 e alle 9:00, l'orario di arrivo è rispettivamente alle 9:30 e alle 11:10. Le navi partono per il viaggio di ritorno alle 12:30 e alle 15:15.

### Elicottero
Nello spazio antistante ai parcheggi ci sono tre eliporti.